# Östervåla landskommun
Östervåla landskommun var en tidigare kommun i Västmanlands län. 

## Administrativ historik
Kommunen inrättades i Östervåla socken i Våla härad i Uppland när 1862 års kommunalförordningar trädde i kraft. Vid kommunreformen 1952 bildade den storkommun, då den tidigare kommunen Harbo gick upp i Östervåla. Den upplöstes år 1971, då hela området tillfördes Heby kommun.
1 januari 1954 överfördes från landskommunen och Harbo församling till Bälinge landskommun och Bälinge församling i Uppsala län det obebodda området Käbbo 2:7, omfattande en areal av 0,01 km², varav allt land.
Kommunkoden var 1921.

### Kyrklig tillhörighet
I kyrkligt hänseende tillhörde landskommunen Östervåla församling. 1 januari 1952 tillkom Harbo församling.

## Kommunvapen
Östervåla kommunvapen, fastställdes 1956. Hovtången hämtades från Våla härads sigill, medan de halva liljorna hämtades från adliga ätten Tigerhielms vapen.

## Geografi
Östervåla landskommun omfattade den 1 januari 1952 en areal av 385,76 km², varav 359,93 km² land.

### Tätorter i kommunen 1960
| Tätort    | Folkmängd |
| --------- | --------- |
| Östervåla | 884       |
| Harbo     | 407       |

Tätortsgraden i kommunen var den 1 november 1960 30,4 procent.

## Politik

### Mandatfördelning i valen 1938–1966
| 11 | 9 | 5 |

| 25 |

| 10 | 8 | 6 |  |

| 25 |

|  | 9 | 8 | 6 |  |

| 24 |

| 13 | 2 | 11 | 7 | 2 |

| 35 |

| 15 | 11 | 6 | 3 |

| 32 |

| 12 | 13 | 5 | 5 |

| 32 |

| 14 | 12 | 4 | 5 |

| 32 |

| 13 | 13 | 4 | 5 |

| 30 | 5 |